# Contracaecum osculatum
Contracaecum osculatum är en rundmaskart som först beskrevs av Rudolphi 1802.  Contracaecum osculatum ingår i släktet Contracaecum och familjen Anisakidae. Arten är reproducerande i Sverige. Inga underarter finns listade i Catalogue of Life.